# Rinascita
Ринашита (итал. Rinascita — «Возрождение») — итальянский политический и культурный журнал, теоретический орган Итальянской коммунистической партии, основан в 1944 г. Опубликовал «Тюремные тетради» Антонио Грамши.

## История создания
«Ринашита» была основана в 1944 году лидером Итальянской коммунистической партии Пальмиро Тольятти после его возвращения в Италию из Москвы и во время свольта-ди-Салерно и «переосмысления» ИКП как «партии нового типа». Выходила ежемесячно до 1962 года, а затем еженедельно. Тольятти редактировал журнал до конца своей жизни (1964), издание прекратило существование в марте 1991 года. Журнал должен был считаться «идеологическим руководством» для активистов и способствовать «возрождению марксистского движения» и «битве идей». Считается одним из основных инструментов политико-культурного взаимодействия Итальянской коммунистической партии.